# Урі Грінберг
У́рі Цві Ґрі́нберґ (івр. אורי צבי גרינברג; нар. 22 вересня 1896, Білий Камінь, нині — Золочівського району, Львівської області — пом. 8 травня 1981, Єрусалим) — єврейський письменник.

## Біографія
Дитинство майбутнього поета минуло у Львові, де він одержав традиційну єврейську освіту й почав писати вірші, які з 1912 року публікувалися їдишем та івритом у різних періодичних виданнях.
1915 року призваний до австрійського війська, воював на сербському фронті. Війна внесла різкі зміни у настрій поезії У. Ґрінберґа. Від 1920 року живе у Варшаві, де зближується з поетами-експресіоністами, зокрема, М. Перецем і М. Равичем та друкується на їдиші у виданнях «Халястре» та «Рінґен», на івриті — в «Га-Ткуфа». У 1922 році намагався випускати журнал на їдиші «Альбатрос». Уряд Польщі заборонив цей журнал, тому Ґрінберґ у 1923 році переїздить до Берліна та продовжує випускати журнал «Альбатрос» (№ 3–4), де публікує свою поему «У царстві хреста». Тут, у Берліні знайомиться з поетесою Е. Ласкер-Шіллер, твори якої перекладає на іврит.
На початку 1924 року оселився в Ерец-Ісраель (майбутня держава Ізраїль). В Ерец-Ісраель Ґрінберґ брав участь у сіоністському робочому русі та вважав себе поетом єврейського пролетаріату, став писати виключно івритом, а коли 1925 року заснували часопис «Давар», то став його постійним дописувачем. Націоналістичні погляди поета й тоді виходили за межі офіційної програми робітничого руху, у якому Ґрінберґ невдовзі був розчарований. У збірці ліричних віршів «Анакреон на полюсі печалі», виданій 1929 року все ще переважає екзистенціалістичне світосприйняття, але вже в книзі «Дворова собака» (1929) Ґрінберґ розвінчує всю самоціль боротьби за поліпшення життя робітників як відступництво від месіанської ідеї відродження єврейської держави. У книзі «Бачення одного легіону». В останній, виданій 1928 року, виступив з різкою критикою соціалістів-провідників будівництва Ізраїлю й відмежувався від них. Відтоді поет став непримиренним критиком лідерів Ізраїлю, різко виступав проти англійської влади, під егідою якої творилася сучасна єврейська держава.
1932 — приїздить до батьків у Львів, оселяється у Варшаві, але у зв'язку з трагічними подіями в Тель-Авіві (убивство одного з лідерів сіоністів-соціалістів Х. Арлозорова) повертається в Ізраїль. Виступає на захист бездоказово звинувачених у вбивстві, що пізніше й підтвердив суд.
1937 року — опубліковано вражаючий за змістом збірник поезій Ґрінберґа «Книга викриття і віри», у якому поет звинуватив соціалістичне сіоністське керівництво у втраті ідеалів, оспівав Єрусалим, ганьбив Лондон та Москву й пророкував, що лише війна й кров визначать, хто буде господарем Ерец-Ісраель. Також поет різко виступав проти німецьких нацистів.
Під час Другої світової війни Ґрінберґ не опублікував жодного рядка. Його творче мовчання не було зрозумілим для співвітчизників. Лише 1945 року поет повернувся до своєї теми — загрози існуванню єврейського народу. У поетичному збірнику «Вулиці ріки» (1951) він оплакав усіх загиблих євреїв, своїх батьків та шістьох сестер.
У 1948, 1955, 1977 роках Ґрінберґ нагороджувався літературної премією імені Бялика, 1957 — Державною премією.
Після створення держави Ізраїль У. Ґрінберґ виступав за розширення її кордонів від Нілу до Євфрату. У партії Менахема Бегіна поет посів друге місце й став депутатом Кнесету (1949—1951). Він виступав проти встановлення дипломатичних стосунків з Німеччиною, за повну передачу Єрусалима Ізраїлю. У результаті Шестиденної війни Ізраїль розширив свої кордони, до чого закликав Ґрінберґ. Результати наступних воєн, які вів Ізраїль, викликали в нього шквал протестів.
Погляди Ґрінберґа поділяли лауреат Нобелівської премії з літератури Шай Агнон, поет Натан Альтерман та інші діячі єврейської культури.
Видавництво інституту імені Хаїма Бялика видало 16 томів повного зібрання творів Ґрінберґа.